# 蔡碧吟
蔡碧吟（1874年—1939年）名葉詩，字碧吟，為舉人蔡國琳之女，臺灣臺南府城人，日治時期的女性漢文詩人、書法家，與其夫羅秀惠同被臺南市政府於1976年列為「清代臺南府城十大書家」。

## 家庭
- 父親：蔡國琳，光緒壬辰科舉人。
- 母親：顏氏 小字珊瑚
  - 丈夫：羅秀惠，清代臺南府城十大書家。

## 外部連結
- 臺灣記憶 Taiwan Memory——國家圖書館>蔡碧吟 （页面存档备份，存于）
- 智慧型全臺詩知識庫>蔡碧吟
- 五條港文化園區--蔡姑娘嫁翁